# NGC 1530
NGC 1530 (другие обозначения — UGC 3013, IRAS04170+7510, MCG 13-4-4, KUG 0417+751, ZWG 327.17, 7ZW 12, ZWG 347.4, KARA 147, PGC 15018) — спиральная галактика с перемычкой (SBb) в созвездии Жираф.
Этот объект входит в число перечисленных в оригинальной редакции «Нового общего каталога».
Галактика имеет самый сильный бар из когда-либо наблюдавшихся.